# Thomas James Wise
Thomas James Wise (7 de octubre de 1859-13 de mayo de 1937) fue un bibliófilo que coleccionó la Biblioteca Ashley, que ahora se encuentra en la Biblioteca Británica, y más tarde se dio a conocer por las falsificaciones literarias y los documentos robados que fueron revendidos o autenticados por él.

## Carrera de coleccionista
Wise comenzó a coleccionar libros cuando era un escolar, gastando su dinero de bolsillo en los túmulos de la calle Farringdon. Era un entusiasta coleccionista de primeras ediciones en su estado original. Sus intereses eran la poesía seguida del drama y su colección que se remontaba a las publicaciones isabelinas era una representación exhaustiva.
Su colección fue financiada por la venta de duplicados y actuando como agente de coleccionistas ricos. Wise recibió una maestría honoraria de la Universidad de Oxford y fue elegido miembro honorario del Worcester College por sus servicios a la ciencia bibliográfica. Se convirtió en miembro del Comité Consultivo de los Amigos de los Bodleianos y fue elegido Presidente de la Sociedad Bibliográfica en 1922-1924.

## Falsificaciones y robos
Wise se convirtió en un destacado bibliógrafo, coleccionista, falsificador y ladrón. Aprovechó su reputación internacional como coleccionista de libros y expositor de falsificadores y falsificaciones en una carrera de creación y venta de falsificaciones. Imprimió en privado cerca de 300 obras de autores ingleses, algunas de las cuales fueron desacreditadas como falsificaciones por Carter y Pollard.
En 1934 su reputación se vio dañada por la publicación de "An Enquiry into the Nature of Certain Nineteenth Century Pamphlets" de John Carter y Graham Pollard. En sus escritos y exposiciones, Carter y Pollard fueron astutos en su uso de la ironía. Carter y Pollard demostraron que un gran número de raros panfletos de primera edición de autores del siglo XIX que dependían únicamente de las obras publicadas por Wise para su autenticidad eran falsos. Wise y su colega bibliófilo Harry Buxton Forman habían estado involucrados en la fabricación y venta de muchos de los mismos panfletos a coleccionistas. Los crímenes de Forman y Wise son generalmente considerados como uno de los escándalos literarios más notorios del siglo XX.
Poco después de la muerte de Wise, la Biblioteca fue vendida al Museo Británico por su viuda por 66.000 libras. Las obras fueron comparadas con la antigua colección del Museo Británico, en cuyo momento se descubrió que faltaban más de 200 hojas de libros y 89 de estas hojas iguales fueron encontradas en los volúmenes de Wise. Henry Wrenn había creado una colección de teatro (alojada en la Universidad de Texas) y Wise había ayudado a suministrar estos volúmenes. Cuando las autoridades de Texas enviaron los volúmenes pertinentes para su comparación, se encontró que 60 de estos libros también habían sido completados con robos de la biblioteca del Museo Británico.
Una detallada investigación científica de David Foxon fue publicada por la Sociedad Bibliográfica en 1959 con la conclusión de que Wise debía saber que algunas de las hojas de libro añadidas a su colección fueron robadas y que era probable que él mismo hubiera tomado las hojas. "En general, parece probable que Wise no se hubiera arriesgado a compartir sus conocimientos culpables con un emisario, sino que hubiera hecho los robos él mismo; el resto de este estudio está escrito sobre esa suposición".
Una falsificación particularmente digna de mención, que él autentificó como genuina y original, fue una edición de los Sonetos de E. B. Browning del portugués que se dice fue publicada en Reading en 1847.

## Vida personal
En 1890 Wise se casó con Selina Fanny Smith (de 22 años) y se mudaron al 52 de Ashley Road, Hornsey Rise (que lleva el nombre de la "Biblioteca Ashley"). En 1895 Selina abandonó a su marido con el argumento de que él estaba totalmente dedicado a su colección de libros en lugar de su matrimonio. En 1897 se divorciaron formalmente y Wise se mudó a St. George's Road en Kilburn (ahora Priory Terrace).
Wise se volvió a casar en junio de 1900 con Frances Louise Greenhaigh y le dedicó el último volumen del catálogo de la Biblioteca Ashley.

## Publicaciones
Las obras publicadas por Wise incluían bibliografías detalladas de Tennyson, Swinburne, Landor, Wordsworth, Coleridge, Ruskin, los Browning, las Brontë, Shelley y Conrad. Fue el propietario de los derechos de autor y co-editor de la edición de Bonchurch de las obras de Swinburne.

## Legado
La mayor parte de sus papeles personales - que consisten en 33 cajas de documentos (13,86 pies lineales), y 2 carpetas de cocina - están en el Centro Harry Ransom de la Universidad de Texas en Austin. Están alojados fuera del lugar y requieren de una solicitud previa para su examen. Otra colección está en la Biblioteca Firestone de la Biblioteca de la Universidad de Princeton, Departamento de Libros Raros y Colecciones Especiales. Incluye 0,2 pies lineales, una caja de archivo de medio tamaño.

### Más información
- Ratchford, F. E., Ed. (1973). Letters of Thomas J. Wise to John Henry Wrenn (reprint edición). W. G. Partington, Forging Ahead.
- Wise, Thomas J. (1959). Centenary Studies.